# شكر يازي
شكر يازي هي قرية في مقاطعة سلماس، إيران. عدد سكان هذه القرية هو 2,245 في سنة 2006.